# Comindware Tracker
Comindware Tracker ist eine webbasierte kollaborative Work Management Software, die Workflow-Automatisierung mit Aufgabenverwaltung, Issue-Tracking und Online-Kollaboration kombiniert. Sie bietet E-Mail-Integration, berichtende Dashboards, Arbeitsbereiche sowie rollenbasierte Zugriffsrechte und ermöglicht die Einbindung anderer Lösungen mittels API. Die Software wurde von Comindware Inc. entwickelt und im Februar 2012 auf den Markt gebracht. Der Verwendungszweck dieses Systems ist die Automatisierung von Geschäftsaktivitäten in allen Bereichen.

## Produktname
Comindware ist eine Kombination aus co+mind+ware: co+mind bezieht sich auf co-minded work (im Sinne von Zusammenarbeit) und betont den kollaborativen Charakter des Produkts, ware steht für Software. Tracker leitet sich aus der grundsätzlichen Funktionsweise der Softwarelösung ab: Issue-Tracking anhand der Verfolgung von Aufgabenfortschritt und Projektperformance.

## Lizenz
Comindware ist eine kommerzielle Software und als lizenzierte Version für die In-Haus-Installation oder als Software as a Service (SaaS) verfügbar.

## Funktionen
1. Workflow-Automatisierung
Ein wesentliches Unterscheidungsmerkmal von Comindware Tracker im Vergleich zu anderen Automatisierungslösungen liegt in dem minimalen Zeitaufwand, der für das Starten und Verändern von Geschäftsprozessen benötigt wird:
- Das webbasierte System erfordert keine Installation von Software, alle Geschäftsdaten sind über beliebige Desktop- oder mobile Browser verfügbar.
- Workflows werden visuell und interaktiv in der GBO gestaltet, ohne dass Programmierkenntnisse erforderlich wären. Die Erstellung und Änderung von Workflow-Prozessen erfolgt auf einfache Weise nach dem Prinzip WYSIWYG in einem grafischen Workflow-Generator mit Drag and Drop.
- „On the fly“-Änderungen an den Prozessen sind jederzeit möglich, sogar während die Workflows ausgeführt werden. Falls es im Verlauf der Ausführung zu Prozessänderungen kommt, folgen die neuen Elemente dem neuen Workflow, alle bereits bestehenden Elemente werden weiterhin gemäß dem zuvor gültigen Workflow bearbeitet. Laufende Aktivitäten werden also nicht unterbrochen und es entstehen weder Zeit- noch Datenverluste. Comindware Tracker basiert auf der hochmodernen Plattformarchitektur ElasticData[4], die diese exklusive Funktion ermöglicht.
- Integration anderer Lösungen mittels API

2. Automatisierung beliebiger Geschäftsaktivitäten und einheitliche Daten im gesamten Unternehmen
Unternehmensprozesse müssen sich nicht der Comindware-Logik unterwerfen. Im Gegenteil, bei der Automatisierung passt sich Comindware beliebigen Geschäftsprozessen an. Für die Automatisierung von Workflow-Prozessen sowie die Vorgangsverfolgung und Aufgabenverwaltung in allen Abteilungen wird nur eine Applikation benötigt. Obwohl die verschiedenen Bereiche oder Projekte eines Unternehmens jeweils eigene Arbeitsbereiche mit individuellen Teilnehmern und Sicherheitseinstellungen haben, wird alles in einer Softwareinstanz gehostet und die Ressourcen stehen allen zur Verfügung.
3. Workflows und Aufgaben verbinden
Comindware Tracker enthält neben Comindware Task Management auch die Comindware ConnectStep-Technologie. Diese Funktion generiert die Aufgabe für den Bearbeiter des nächsten Schritts automatisch, sobald eine Workflow-Aufgabe von einem Status in den nächsten übergeht. Alle Beteiligten erhalten eindeutige Anweisungen, damit sie diese Aufgaben neben ihren anderen Tätigkeiten bearbeiten und verwalten können. Kurz gesagt, Comindware klärt die zu erledigenden Aufgaben und automatisiert deren Weitergabe an den nächsten Schritt.
4. Weitreichende Microsoft-Outlook-Integration
Comindware beschränkt sich nicht auf simple Benachrichtigungen. Stattdessen erfolgt eine tiefe, zum Patent angemeldete Integration mit Microsoft Outlook. So können Benutzer effektiv kollaborieren und die mit Comindware erweiterten Aufgaben wie normale Outlook-Aufgaben bearbeiten, ohne zwischen den Systemen wechseln zu müssen. Tatsächlich bemerken viele Benutzer nicht einmal, dass Comindware im Hintergrund läuft. Das Add-In Comindware Tasks for Outlook ist in Comindware Tracker enthalten.
5. Webbasiert, Cloud-basiert
Das System funktioniert mit beliebigen Desktop- oder mobilen Browsern und ist als In-Haus-Installation oder SaaS erhältlich.

## Architektur
Comindware Tracker ist in C#, C++, JavaScript geschrieben. Das Funktionsprinzip von Comindware Tracker beruht auf der Logik eines Zustandsautomaten – die Grundlage von Issue-Tracking-System. Die Logik von Zustandsautomaten ermöglicht schlankere Schemata für die Geschäftsprozessautomatisierung als die üblicherweise für komplizierte Prozesse verwendete BPMN-Logik. Das Herz von Comindware Tracker ist eine Datenbank, die eigens für dieses System entwickelt wurde und auf dem Datenverwaltungsmodell ElasticData basiert. Dabei handelt es sich um eine grafische Datenbank mit einem semantischen Datenmodell, die das semantische Web und die Web-2.0-Prinzipien für Datenverwaltung realisiert. Dieses hochflexible Datenverwaltungsmodell erlaubt Änderungen an den Prozessen während der Ausführung, ohne diese zu unterbrechen. Mit Hilfe der Web-Services-API integriert Comindware die CRM-, ERP- und EAM-Systeme bzw. -Dienste von Drittherstellern, zum Beispiel Salesforce CRM, Survey Gizmo, SugarCRM, Oracle und Microsoft Dynamics.